# 興部町
興部町（おこっぺちょう）は、北海道オホーツク総合振興局管内の北部に位置する町。オホーツク地域のうち西紋地域に属する。

## 概要
アイヌ語の「オウコッペ」〔川尻・互いにくっつく・もの（川）〕に字を当てたものが町名の由来であるとされる。町の西部を流れる興部川と藻興部川が、かつては合流して海に注いでいたことからとされる。

## 地理
オホーツク海沿岸に位置する。
- 山: 鬱岳(818m)、ポロヌプリ岳(835m)、トーウツ岳(742m)
- 川: 興部川、藻興部川、瑠橡川、沙留川

## 気候
ケッペンの気候区分によると、興部町は湿潤大陸性気候に属する。寒暖の差が大きく気温の年較差、日較差が大きい顕著な大陸性気候である。降雪量が多く、周辺の自治体と同様に特別豪雪地帯に指定されている。山岳地帯に囲まれる内陸部（道央等）に比べて、オホーツク海沿岸は降雪量が少なく、日によっては寒暖差はあるものの、平均気温は緩やかである。
| 興部（1991年 - 2020年）の気候      | 興部（1991年 - 2020年）の気候 | 興部（1991年 - 2020年）の気候 | 興部（1991年 - 2020年）の気候 | 興部（1991年 - 2020年）の気候 | 興部（1991年 - 2020年）の気候 | 興部（1991年 - 2020年）の気候 | 興部（1991年 - 2020年）の気候 | 興部（1991年 - 2020年）の気候 | 興部（1991年 - 2020年）の気候 | 興部（1991年 - 2020年）の気候 | 興部（1991年 - 2020年）の気候 | 興部（1991年 - 2020年）の気候 | 興部（1991年 - 2020年）の気候 |
| 月                                 | 1月                           | 2月                           | 3月                           | 4月                           | 5月                           | 6月                           | 7月                           | 8月                           | 9月                           | 10月                          | 11月                          | 12月                          | 年                            |
| ---------------------------------- | ----------------------------- | ----------------------------- | ----------------------------- | ----------------------------- | ----------------------------- | ----------------------------- | ----------------------------- | ----------------------------- | ----------------------------- | ----------------------------- | ----------------------------- | ----------------------------- | ----------------------------- |
| 最高気温記録 °C （°F）             | 9.3 (48.7)                    | 15.1 (59.2)                   | 16.9 (62.4)                   | 28.6 (83.5)                   | 33.9 (93)                     | 33.4 (92.1)                   | 34.1 (93.4)                   | 34.3 (93.7)                   | 32.5 (90.5)                   | 28.2 (82.8)                   | 21.8 (71.2)                   | 15.6 (60.1)                   | 34.3 (93.7)                   |
| 平均最高気温 °C （°F）             | −2.3 (27.9)                   | −1.9 (28.6)                   | 2.2 (36)                      | 8.9 (48)                      | 14.4 (57.9)                   | 17.3 (63.1)                   | 21.0 (69.8)                   | 23.1 (73.6)                   | 20.8 (69.4)                   | 14.8 (58.6)                   | 6.9 (44.4)                    | 0.2 (32.4)                    | 10.5 (50.9)                   |
| 日平均気温 °C （°F）               | −6.6 (20.1)                   | −6.7 (19.9)                   | −2.0 (28.4)                   | 4.1 (39.4)                    | 9.1 (48.4)                    | 12.6 (54.7)                   | 16.8 (62.2)                   | 18.8 (65.8)                   | 15.6 (60.1)                   | 9.3 (48.7)                    | 2.6 (36.7)                    | −3.8 (25.2)                   | 5.8 (42.4)                    |
| 平均最低気温 °C （°F）             | −12.4 (9.7)                   | −13.1 (8.4)                   | −7.3 (18.9)                   | −1.2 (29.8)                   | 3.6 (38.5)                    | 8.0 (46.4)                    | 13.0 (55.4)                   | 14.7 (58.5)                   | 10.3 (50.5)                   | 3.6 (38.5)                    | −2.1 (28.2)                   | −8.9 (16)                     | 0.7 (33.3)                    |
| 最低気温記録 °C （°F）             | −28.1 (−18.6)                 | −29.8 (−21.6)                 | −24.5 (−12.1)                 | −14.4 (6.1)                   | −5.9 (21.4)                   | −1.8 (28.8)                   | 0.7 (33.3)                    | 5.2 (41.4)                    | 0.9 (33.6)                    | −4.5 (23.9)                   | −13.7 (7.3)                   | −23.8 (−10.8)                 | −29.8 (−21.6)                 |
| 降水量 mm （inch）                 | 49.3 (1.941)                  | 36.8 (1.449)                  | 38.4 (1.512)                  | 46.5 (1.831)                  | 61.7 (2.429)                  | 73.8 (2.906)                  | 111.4 (4.386)                 | 133.1 (5.24)                  | 127.3 (5.012)                 | 88.7 (3.492)                  | 72.2 (2.843)                  | 63.0 (2.48)                   | 902.1 (35.516)                |
| 平均降水日数 （≥1.0 mm）           | 13.2                          | 10.9                          | 11.4                          | 10.0                          | 10.2                          | 9.8                           | 10.6                          | 11.2                          | 11.3                          | 12.0                          | 13.5                          | 12.9                          | 137.0                         |
| 平均月間日照時間                   | 87.5                          | 105.5                         | 147.4                         | 173.5                         | 179.4                         | 151.2                         | 139.6                         | 142.5                         | 160.2                         | 147.3                         | 91.2                          | 80.8                          | 1,606.1                       |
| 出典1：Japan Meteorological Agency |                               |                               |                               |                               |                               |                               |                               |                               |                               |                               |                               |                               |                               |
| 出典2：気象庁                      |                               |                               |                               |                               |                               |                               |                               |                               |                               |                               |                               |                               |                               |

## 歴史
- 松前藩の漁場となる。
- 1899年（明治32年） - 興部神社の創設。
- 1915年（大正4年） - 紋別郡瑠橡村（るろち）、沙留村（さるる）、興部村が合併、二級町村制、紋別郡興部村が発足。
- 1925年（大正14年） - 紋別郡西興部村が分村
- 1951年（昭和26年） - 町制施行、興部町となる。
- 1996年（平成8年）4月16日 - 道の駅おこっぺオープン。

## 行政

### 歴代興部村長・興部町長

#### 興部村長
- 青木金吾：1939年[5] -

#### 興部町長
- 硲一寿：2003年 -

## 経済
基幹産業は酪農（「おこっぺ牛乳」など）、林業、漁業。ホタテ、サケ、マス、毛蟹などが獲れる。

### 立地企業
- 雪印メグミルク株式会社（旧・雪印乳業株式会社）興部工場
- ノースプレインファーム株式会社
- 有限会社冨田ファーム
- チーズ工房　アドナイ
- 有限会社パインランドデーリィ

### 農協・漁協
- 北オホーツク農業協同組合（JA北オホーツク）本所
- 沙留漁業協同組合
- 北海道農業共済組合（NOSAI北海道）興部支所・興部家畜診療所

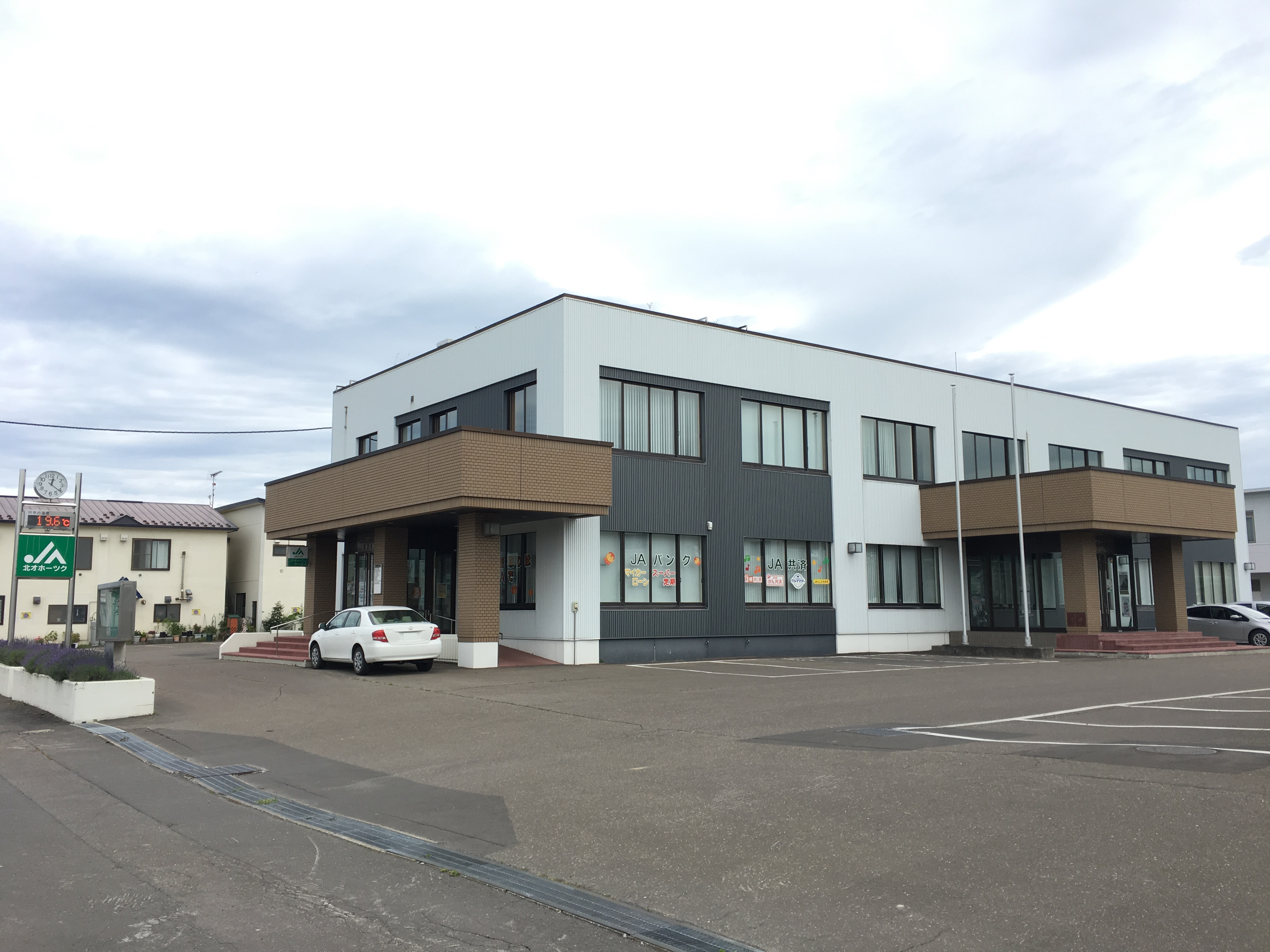
北オホーツク農業協同組合

### 金融機関

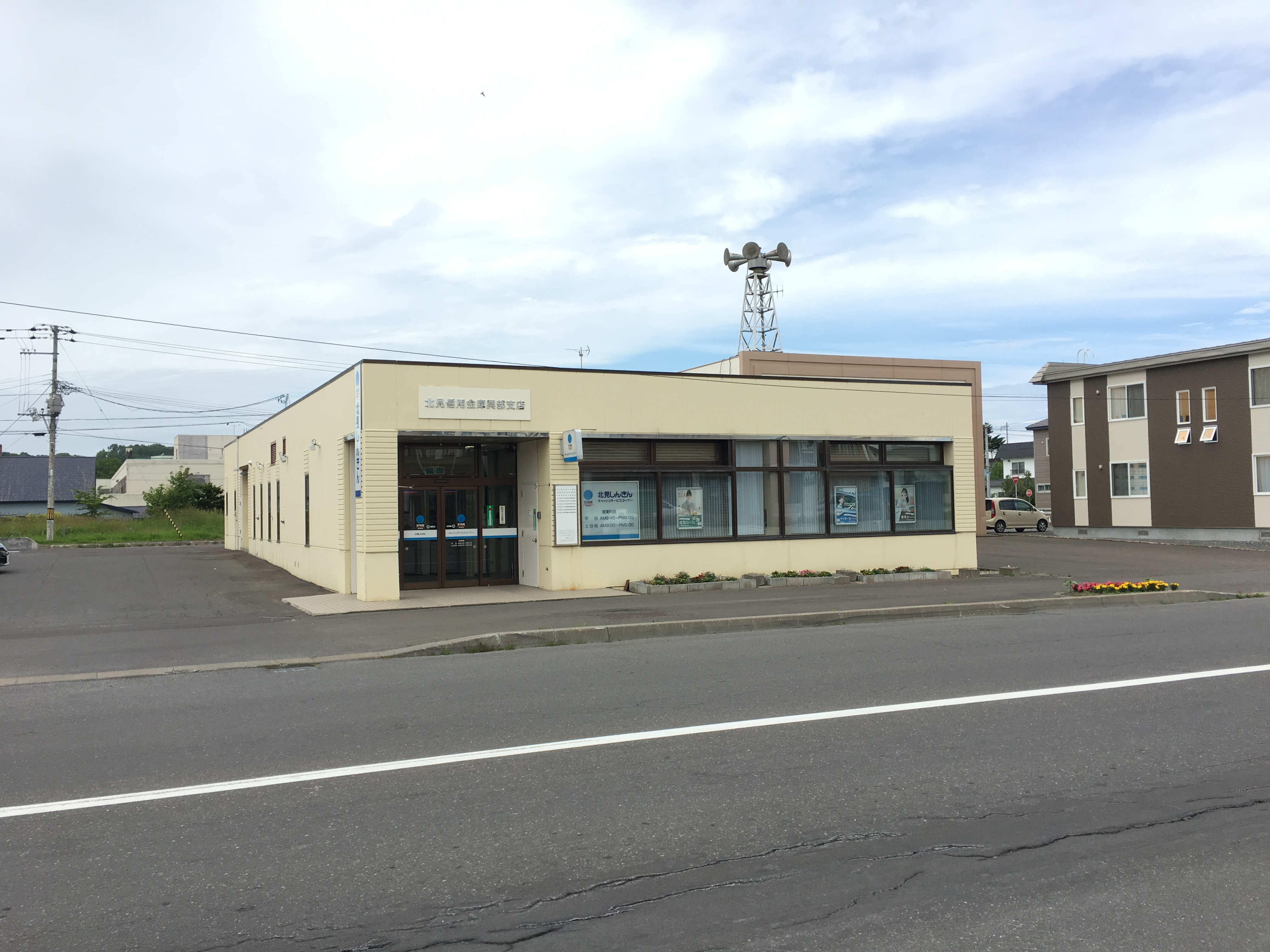
北見信用金庫興部支店

- 北見信用金庫興部支店

## 官公庁・公共機関

### 町の機関
- オホーツク農業科学研究センター

### 国・道の機関
- 北海道開発局（国土交通省）
  - 網走開発建設部興部道路事務所
- オホーツク総合振興局（北海道）
  - 網走建設管理部興部出張所
  - 西部森林室
  - 産業振興部網走農業改良普及センター紋別支所興部分室 - 2016年（平成28年）紋別支所に統合。

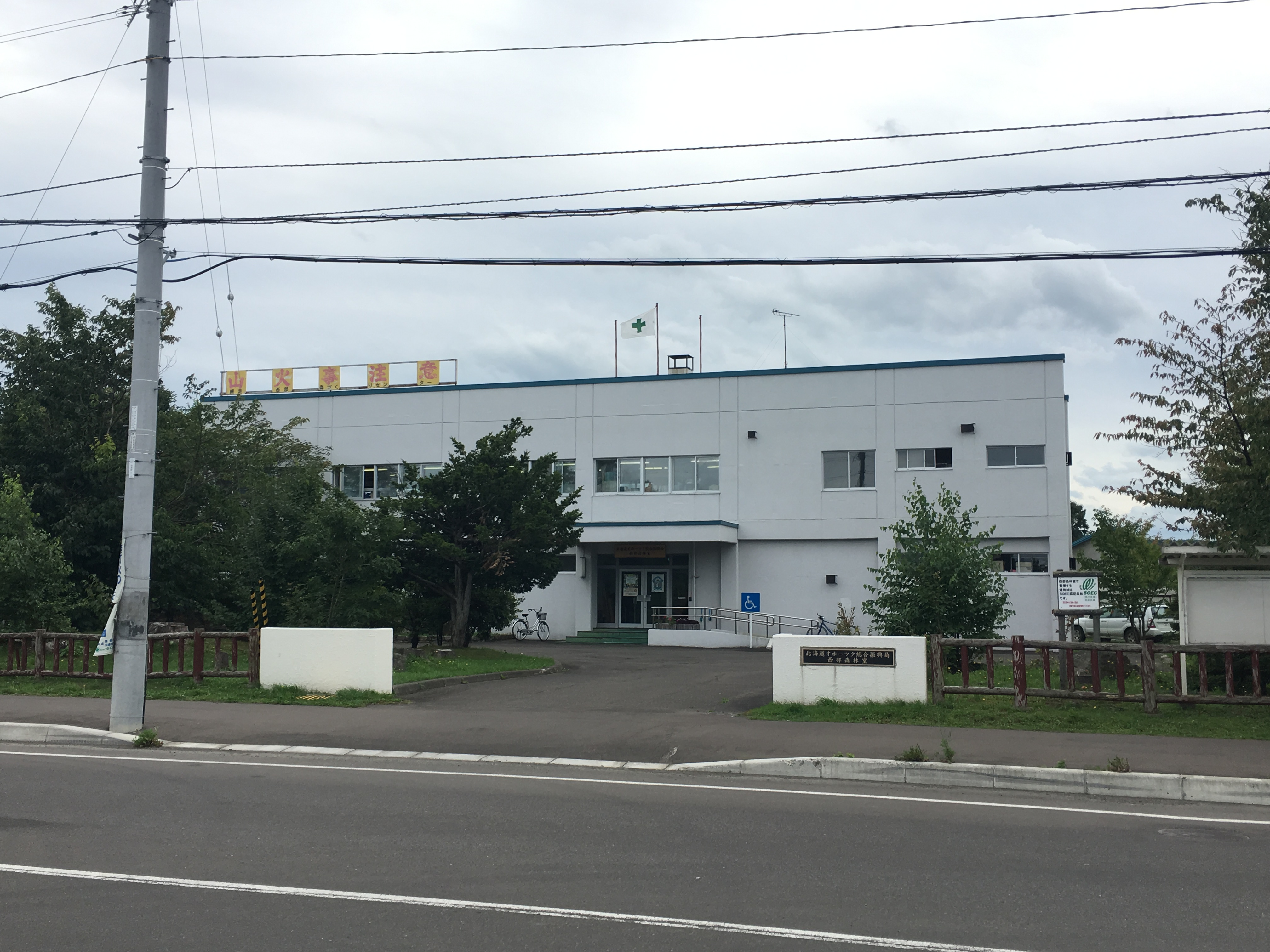
オホーツク総合振興局西部森林室

### 警察
- 興部警察署[6]

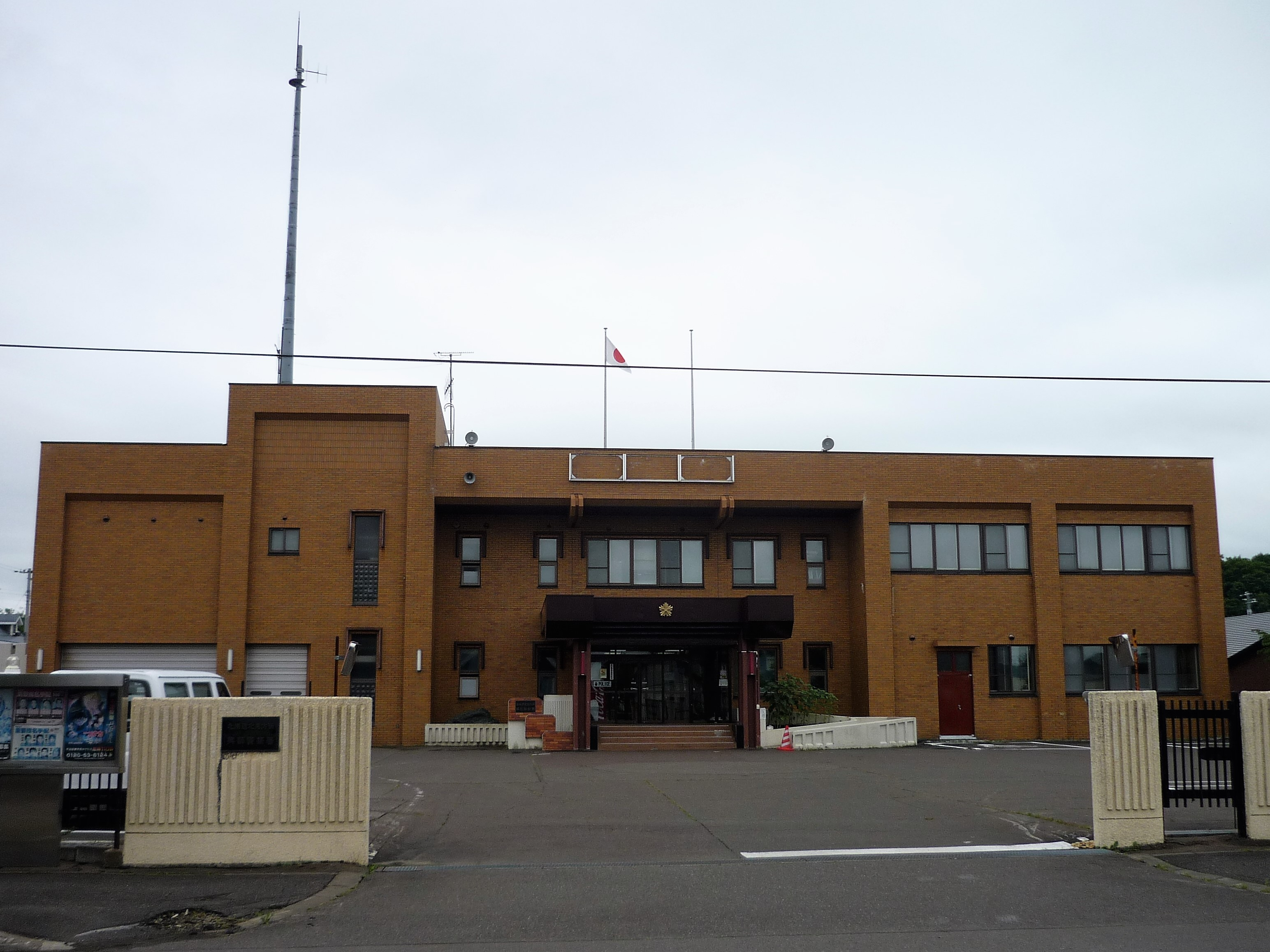
興部警察署

### 消防
紋別地区消防組合消防本部
- 興部支署
  - 沙留派出所

### 医療

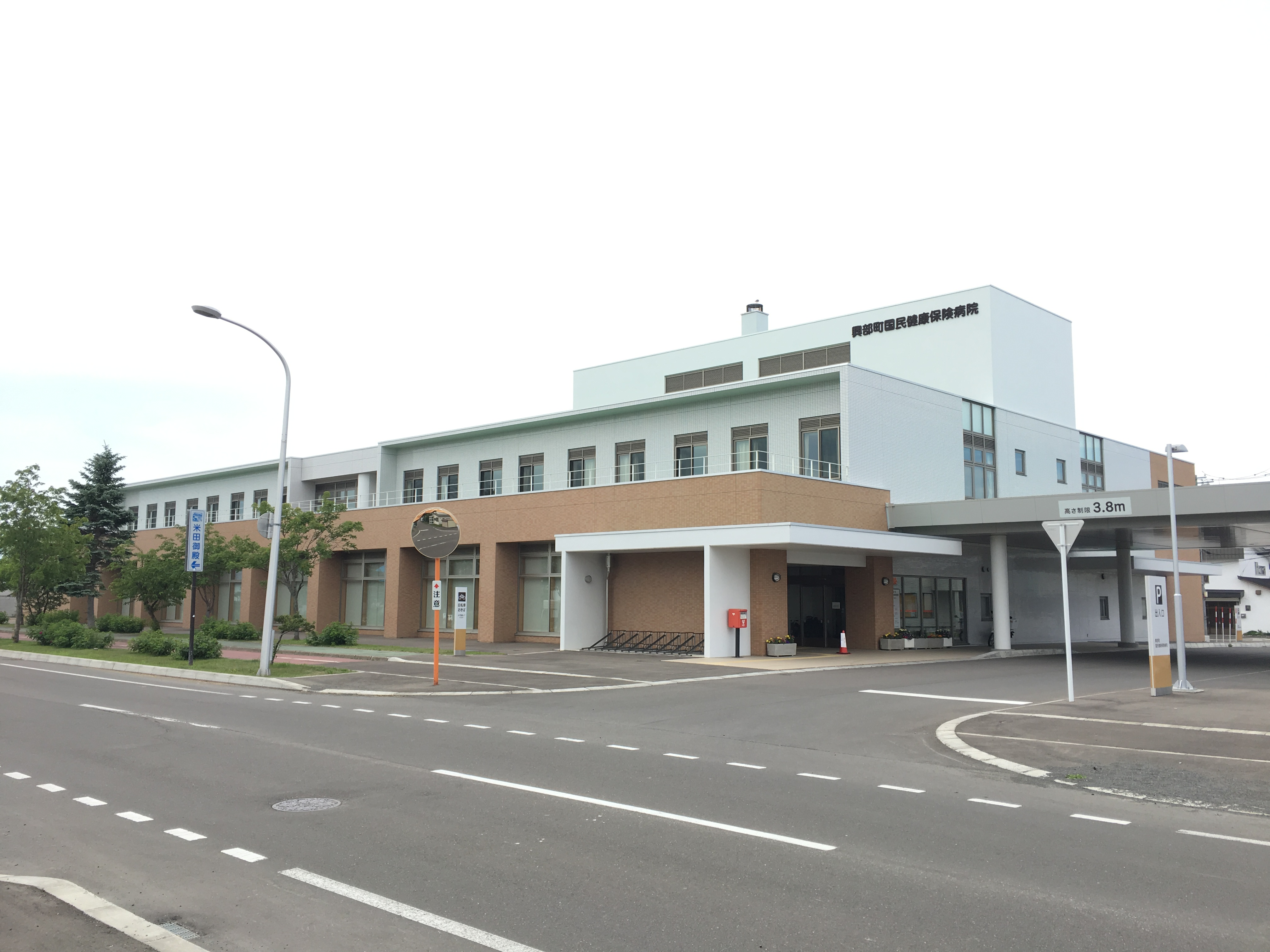
興部町国民健康保険病院

- 興部町国民健康保険病院

## 郵便
郵便局
- 興部郵便局（集配局）
- 沙留郵便局

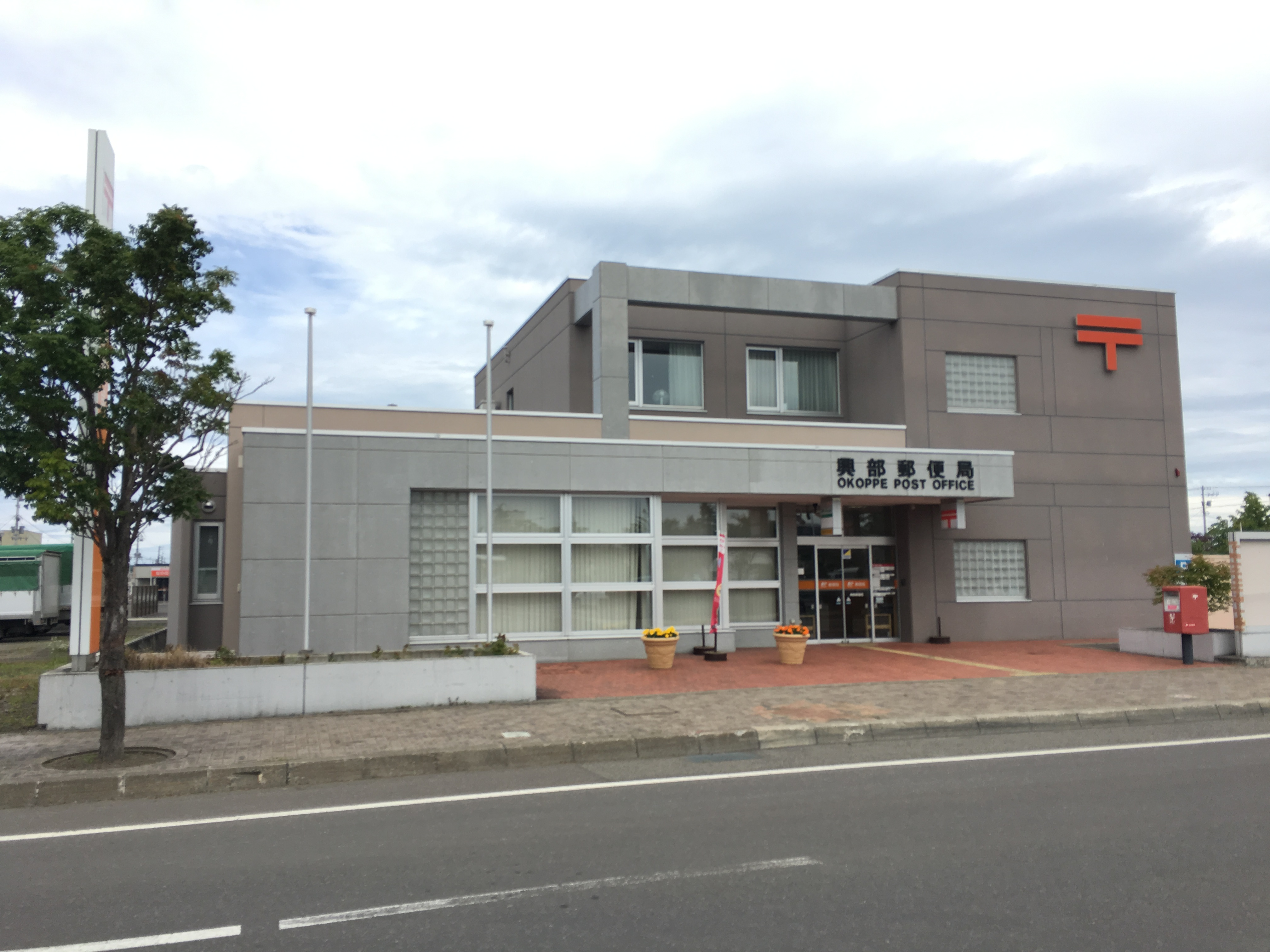
興部郵便局

## 姉妹都市・提携都市
- ステットラー （カナダ、アルバータ州）

## 地域

### 人口
| |                                        |  |
| 興部町と全国の年齢別人口分布（2005年） | 興部町の年齢・男女別人口分布（2005年） |  |
| ■紫色 ― 興部町 ■緑色 ― 日本全国 | ■青色 ― 男性 ■赤色 ― 女性              |  |
| 興部町（に相当する地域）の人口の推移 \| 1970年（昭和45年） \| 7,302人 \| \| \| 1975年（昭和50年） \| 6,763人 \| \| \| 1980年（昭和55年） \| 6,628人 \| \| \| 1985年（昭和60年） \| 6,320人 \| \| \| 1990年（平成2年） \| 5,695人 \| \| \| 1995年（平成7年） \| 5,277人 \| \| \| 2000年（平成12年） \| 4,965人 \| \| \| 2005年（平成17年） \| 4,589人 \| \| \| 2010年（平成22年） \| 4,302人 \| \| \| 2015年（平成27年） \| 3,909人 \| \| \| 2020年（令和2年） \| 3,628人 \| \| |                                        |  |
| 総務省統計局 国勢調査より |                                        |  |
| 1970年（昭和45年） | 7,302人                                |  |
| 1975年（昭和50年） | 6,763人                                |  |
| 1980年（昭和55年） | 6,628人                                |  |
| 1985年（昭和60年） | 6,320人                                |  |
| 1990年（平成2年） | 5,695人                                |  |
| 1995年（平成7年） | 5,277人                                |  |
| 2000年（平成12年） | 4,965人                                |  |
| 2005年（平成17年） | 4,589人                                |  |
| 2010年（平成22年） | 4,302人                                |  |
| 2015年（平成27年） | 3,909人                                |  |
| 2020年（令和2年） | 3,628人                                |  |

### 教育
- 道立高等学校
  - 北海道興部高等学校
- 中学校
  - 興部
- 小学校
  - 興部、沙留

## 交通

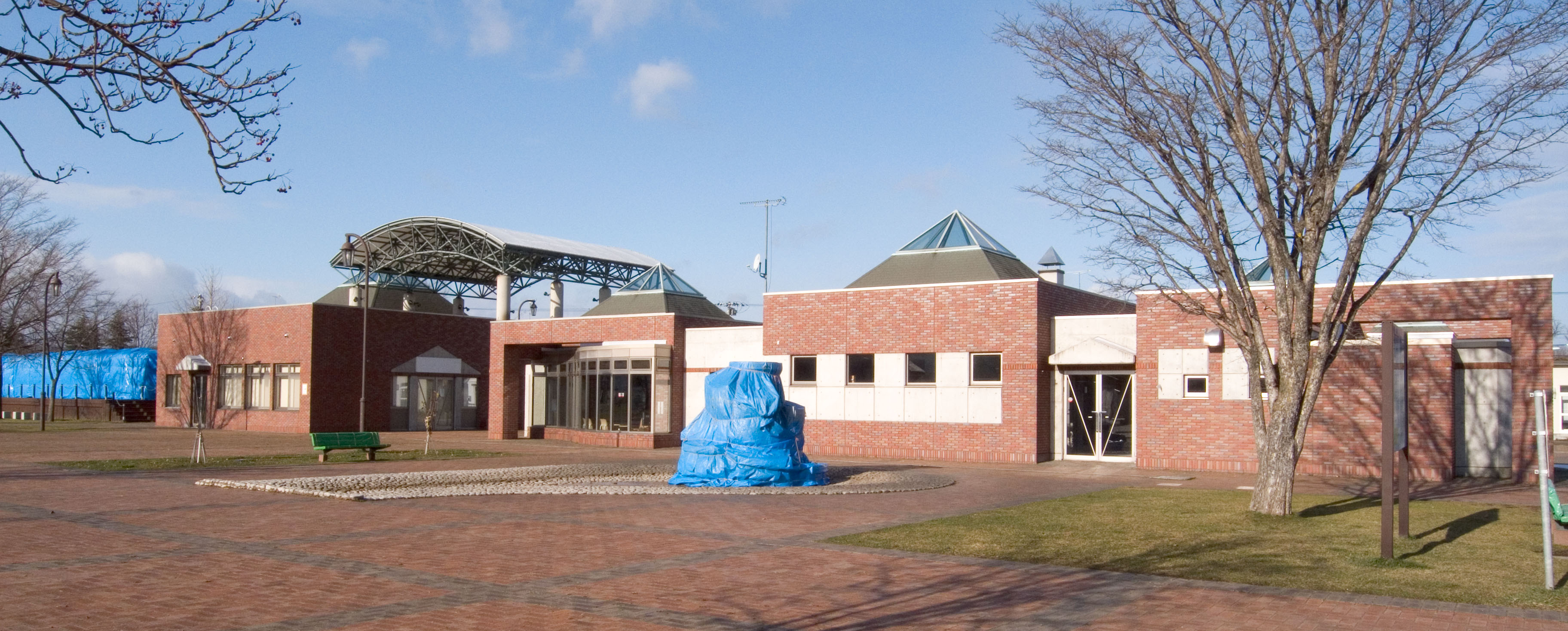
道の駅おこっぺ

### 空港
- オホーツク紋別空港 （紋別市）

### 鉄道
町内を鉄道路線は通っていない。鉄道を利用する場合の最寄り駅は、JR北海道宗谷本線名寄駅。

#### 廃止された鉄道
かつては興浜南線、名寄本線が通っていたが、興浜南線は1985年（昭和60年）7月15日に、名寄本線は1989年（平成元年）5月1日に廃止されている。町内には班渓駅、宇津駅、北興駅、興部駅、旭ヶ丘駅、豊野駅、沙留駅、富丘駅が設置されていた。

### バス
北紋バスが紋別方面と雄武方面、名士バスが西興部・名寄方面への鉄道廃止代行路線を運行するほか、町中心部から豊畑・朝日方面へは町営バスが運行される。

### 道路
- 一般国道
  - 国道238号
  - 国道239号
- 都道府県道
  - 北海道道334号中藻興部興部線
  - 北海道道492号沙留停車場線
  - 北海道道883号宇津沢木線
  - 北海道道1055号紋別興部線
- 道の駅
  - おこっぺ

## 名所・旧跡・観光スポット・祭事・催事

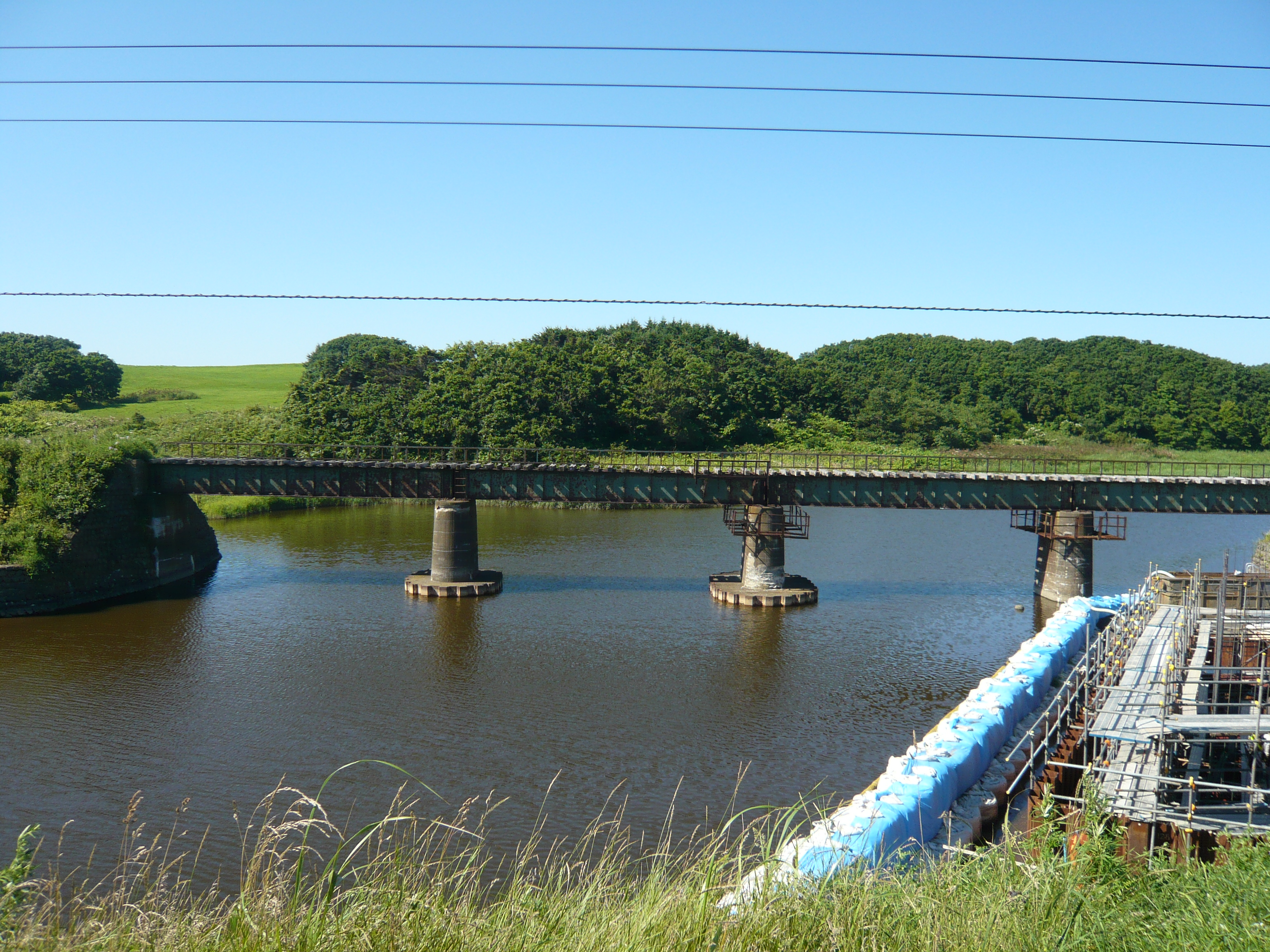
オムシャリ沼を跨ぐ旧名寄本線・思沙留川橋梁。興部町富丘

### 文化財
- 興部豊野竪穴住居跡 - 道指定史跡
- 米田御殿 - 興部町指定歴史的遺産

### 観光
- 興部公園
- 沙留岬
- 道の駅　おこっぺ

### 祭事・催事
- 公園まつり（アニュウ：5月下旬）
- さるる海浜まつり（海水浴場：7月第3日曜日）
- おこっぺ 夏まつり（アニュウ：8月第1日曜日）
- ミニミニ冬まつり（アニュウ：2月中旬）

## ご当地ソング
ご当地ソングとして『Oh!コッペ節』（唄：殿さまキングス）が存在する。一時『会員制ラジオ番組 うまいっしょクラブ』（STVラジオ）のジングルとして使用されていた。

## 出身の有名人
- THE LOCAL ART
  - 横内武将
  - 稲垣学
- 清治真人 - 元技監、元国土交通省河川局長、元建設物価調査会理事長、元東京建設コンサルタント会長
- 佐々木義照
- 石塚代志美 - 実業家、ワールドウッティ社長
- 澤田一範 - sax奏者
- 渋沢一葉 - グラビアアイドル、タレント